# Eulonchus tristis
Eulonchus tristis är en tvåvingeart som beskrevs av Friedrich Hermann Loew 1872. Eulonchus tristis ingår i släktet Eulonchus och familjen kulflugor. Inga underarter finns listade i Catalogue of Life.